# Lahrfeld
Die Siedlung Lahrfeld liegt in der nordrhein-westfälischen Stadt Menden (Sauerland). Benannt wurde das Lahrfeld nach dem Ritterhof Laer.
Am 1. Juli 2017 hatte der „Ortsteil Lahrfeld“ 2034 Einwohner.